# Гидирим, Георгий Петрович
Георгий Петрович Гидирим (рум. Gheorghe Ghidirim; род. 20 марта 1939, коммуна Паланка, Королевство Румыния) — молдавский хирург, профессор, первый министр здравоохранения Республики Молдова (1992—1994). Заслуженный человек Республики Молдова (рум. Om Emerit) (1995). Почётный гражданин Кишинёва (2014).

## Биография
Выпускник Кишинёвского государственного медицинского института. Доктор медицинских наук, профессор. Вступил[когда?] в КПСС.
Заведующий кафедрой Кишинёвского государственного медицинского института.
Весной 1989 года избран народным депутатом СССР от Каушанского национально-территориального избирательного округа № 270 ССР Молдова.
Академик Академии наук Молдовы.